# Timo de Bamberg
Timo (mort le 15 ou 25 octobre 1201 à Bamberg) est évêque de Bamberg de 1196 à sa mort.

## Biographie
Timo vient de la maison de Heroldsbach.
Le 7 août 1196, le prieur de la cathédrale est élu évêque de Bamberg. Il est ordonné durant l'hiver suivant par le pape Célestin III.
Dans le conflit du trône après la mort de Henri VI, Timo se met du côté avec la majorité des princes allemands en faveur de Philippe de Souabe. Il garde cette ligne lorsque le pape Innocent III privilégie Otton IV.
En 1201, l'évêque promet après l'extinction des comtes d'Abenberg-Frensdorf (de) le Vogt des biens épiscopaux qui n'ont plus de fief. Le château de Schwarzenberg fait partie de ces territoires.
Probablement au moment de l'ordination épiscopale, Timo demande la canonisation de l'impératrice Cunégonde de Luxembourg, le pape Célestin III demande aux évêques d'Augsbourg, d'Eichstätt et de Wurtzbourg et à trois abbés cisterciens d'enquêter sur la vie de Cunégonde. Après la mort de Célestin III, l'enquête est suspendue. Après le retour de ses envoyés, le pape Innocent III prononce la canonisation le 29 mars 1200. Le 9 septembre 1201, les cendres de Cunégonde de Luxembourg sont relevées en présence du roi allemand Philippe de Souabe et son épouse Irène Ange et d'autres dignitaires laïques et religieux.

## Source, notes et références
- (de) Cet article est partiellement ou en totalité issu de l’article de Wikipédia en allemand intitulé « Timo (Bamberg) » (voir la liste des auteurs).